# Eupithecia praerupta
Eupithecia praerupta är en fjärilsart som beskrevs av Richardson 1952. Eupithecia praerupta ingår i släktet Eupithecia och familjen mätare. Inga underarter finns listade i Catalogue of Life.